# Пиккар, Франк
Франк Пикка́р (фр. Franck Piccard, род. 17 сентября 1964 года, Альбервиль) — французский горнолыжник, олимпийский чемпион, победитель этапов Кубка мира. Универсал, успешно выступал во всех видах горнолыжного спорта, кроме слалома. Брат Теда, Яна и Лейлы Пиккаров, которые так же были успешными горнолыжниками и участвовали в Олимпийских играх.
В Кубке мира Пиккар дебютировал 10 декабря 1983 года, в марте 1988 года одержал свою первую в карьере победу на этапе Кубка мира, в супергиганте. Всего имеет на своём счету 4 победы на этапах Кубка мира, 1 в скоростном спуске, 2 в супергиганте и 1 в гигантском слаломе. Лучшим достижением в общем зачёте Кубка мира, является для Пиккара 7-е место в сезоне 1987/88.
На Олимпийских играх 1984 года в Сараево занял 20-е место в скоростном спуске, кроме того стартовал в гигантском слаломе, но сошёл с дистанции в первой попытке.
На Олимпийских играх 1988 года в Калгари завоевал золото в супергиганте и бронзу в скоростном спуске, кроме того стартовал в комбинации, занимал в ней второе место после скоростного спуска, но сошёл в первой попытке слалома.
На Олимпийских играх 1992 года в Альбервиле завоевал серебро в скоростном спуске, лишь на 0,05 секунды отстав от чемпиона австрийца Патрика Ортлиба, кроме этого стартовал в супергиганте и комбинации, но в обеих дисциплинах не добрался до финиша.
На Олимпийских играх 1994 года в Лиллехаммере стал 13-м в гигантском слаломе и 23-м в супергиганте.
За свою карьеру участвовал в пяти чемпионатах мира, на чемпионате мира 1991 года завоевал бронзовую медаль в супергиганте.
Завершил международную спортивную карьеру в 1996 году, после этого ещё несколько лет соревновался на внутрифранцузских чемпионатах, а кроме этого активно занимался беговыми лыжами, участвовал в чемпионатах Франции.

## Победы на этапах Кубка мира (4)
| № | Сезон   | Дата            | Место      | Дисциплина        |
| - | ------- | --------------- | ---------- | ----------------- |
| 1 | 1987/88 | 13 марта 1988   | Бивер-Крик | Супергигант       |
| 2 | 1989/90 | 11 января 1990  | Шладминг   | Скоростной спуск  |
| 3 | 1990/91 | 2 декабря 1990  | Валлуар    | Супергигант (2)   |
| 4 | 1993/94 | 30 октября 1993 | Зёльден    | Гигантский слалом |